# Chlorochaeta prouti
Chlorochaeta prouti là một loài bướm đêm trong họ Geometridae.